# 新城財經台
新城財經台是香港新城廣播旗下的一個廣播頻道，由香港資深跨媒體文化人甘國亮創辦，於1991年7月啟播，為目前新城廣播兩個粵語頻道之一，也是香港唯一一個以財經資訊為主的電台廣播頻道。它主要報道香港及外地的股市和匯價行情，以及少量音樂與資訊節目。從2016年3月21日起，該台最新的口號為「聽財經，聽新城」。
該台頻率為FM 102.4-106.3MHz，也可透過澳門有線電視12頻道於交易日早上九時到晚上九時視像直播（已取消），其餘時間會作聲音廣播，電視畫面會有財經資訊；在2012年至2016年間新城為數碼聲音廣播而設立新城數碼財經台，作為新城財經台以外另一個財經資訊的廣播平台。期間在香港股市交易日上下午時段及至晚上部份時段兩台各自播放不同的財經資訊節目，其他時段多數與新城財經台聯播。新城數碼財經台停播之後，新城電台改以發展該台的網站、行動應用程式和、社交網站（Facebook）專頁，部份節目以多媒體形式在以上渠道播放。
新城財經台的前身，是於1991年開台時稱為新城金曲台，1994年改稱精選104，當時這條頻道是以播放懷舊金曲和歐美樂壇消息為主，目標聽眾為白領和專業人士。及至2001年1月2日，新城電台將該電台頻道改革，打造成以財經資訊為主幹，再輔以若干文化和健康資訊的節目。並將頻道名稱改作現稱。本台台長為趙國安（身兼總編輯和籌劃師）（已離職），節目總監為劉婉芬，助理台長為呂婉瑩（2008年7月起，至2016年1月離職）。
現時新城財經台台長由同為新城廣播有限公司總經理(節目規劃及頻道運作)朱子昭兼任。

## 頻道口號
| 年度                         | 口號                       |
| ---------------------------- | -------------------------- |
| 1991年9月至2001年1月         | 21世紀指定電台             |
| 2001年1月至2011年3月         | 全球財經，盡在新城         |
| 2011年3月至2016年3月20日     | 運籌財經強勢，鼓動生活智慧 |
| 2016年3月21日至2024年2月15日 | 聽財經，聽新城             |
| 2024年2月15日至今            | 一路理財 一路生活          |

## 發射頻率
| 發射站   | 行車隧道轉播系統                                                                                             | 特高頻／調頻（FM）頻率（MHz） |
| 歌賦山   | 大圍隧道、沙田嶺隧道、尖山隧道、南灣隧道、海底隧道、西區海底隧道、獅子山隧道、香港仔隧道、啟德隧道、長青隧道 | 104.0                         |
| 九龍坑山 | 龍山隧道、長山隧道                                                                                           | 104.7                         |
| 青山     | 愉景灣隧道、屯門—赤鱲角隧道、機場隧道、觀景山隧道                                                            | 102.5                         |
| 金山     | 大欖隧道、城門隧道                                                                                           | 105.5                         |
| 南丫島   | 不適用 | 104.5                         |
| 筆架山   | 不適用 | 102.4                         |
| 飛鵝山   | 東區海底隧道、大老山隧道、將軍澳隧道                                                                         | 106.3                         |
| 赤柱     | 不適用 | 102.6                         |

## 節目表
| 時間                                   | 星期一至五（港股交易日）@                 | 星期一至五（公眾假期）                                                   | 星期六       | 星期日               |
| 06:00                                  | 中國財經60分／未來理財師（星期一）普 Plus | 中國財經60分／未來理財師（星期一）普 Plus                                | 聽∣說•我愛你 | 聽∣說•我愛你         |
| 07:00                                  | 財知大道Info＇                            | 無縫音樂                                                                 | 聽∣說•我愛你 | 聽∣說•我愛你         |
| 08:00                                  | 財知大道Info＇                            | 無縫音樂                                                                 | 人生馬拉松   | 閱讀城市R            |
| 09:00                                  | 財知大道Info＇                            | 無縫音樂                                                                 | 人生馬拉松   | 重新睇健康           |
| 09:30                                  | 開市直擊                                  | 無縫音樂                                                                 | 人生馬拉松   | 重新睇健康           |
| 10:00                                  | 開市直擊                                  | 無縫音樂                                                                 | 金漆招牌     | 重新睇健康           |
| 11:00                                  | 開市直擊                                  | 體藝文情紅日祭／ 資•識•型女生 - 假日無休                                 | 粵港財金縱橫 | 政經大灣區           |
| 12:00                                  | 一鍵理財                                  | 一鍵理財                                                                 | 芳華傳奇     | 民生無小事Info＇Plus |
| 13:00註                                | 北美回歸線                                | 假日財經新視野／ 投資 Fight Club／ 財星 Just 爸媽／ 政金講座、頒獎禮精華 | 自愈人生     | 理財通天下           |
| 14:00                                  | 即市搏擊                                  | 假日財經新視野／ 投資 Fight Club／ 財星 Just 爸媽／ 政金講座、頒獎禮精華 | 新城地產街   | 人生百味R            |
| 14:30                                  | 即市搏擊                                  | 假日財經新視野／ 投資 Fight Club／ 財星 Just 爸媽／ 政金講座、頒獎禮精華 | 新城地產街   | 飲食得喜             |
| 16:00                                  | 揀股問盤                                  | 聽∣說•我愛你                                                             | 閱讀城市     | 財智雙打             |
| 17:00                                  | 散戶奇兵                                  | 聽∣說•我愛你                                                             | 六六煉金術   | 資•識•型女生         |
| 18:00註                                | 六點財經新聞                              | 六點財經新聞                                                             | 周末限定*    | 周日限定*            |
| 19:00                                  | 繼續開市—師傅講港股                       | 繼續開市—師傅講港股                                                      | 周末限定*    | 周日限定*            |
| 20:00                                  | 體旅事務所(星期一／二)／我的事務所#       | 體旅事務所(星期一／二)／我的事務所#                                      | 妙「搜」仁心 | 創智傳城             |
| 21:00                                  | 道指納指話你知                            | 道指納指話你知                                                           | 健康地球人   | 物•玩•潮•人          |
| 22:00                                  | 日常智庫#                                 | 日常智庫#                                                                | 健康地球人   | 品味•新城            |
| 23:00                                  | 漫生活禔案#                               | 漫生活禔案#                                                              | 恩雨同路人   | 品牌成功路           |
| 23:30                                  | 漫生活禔案#                               | 漫生活禔案#                                                              | 恩雨同路人   | 金錢管家             |
| 00:00+1                                | 新城夜繽紛#                               | 新城夜繽紛#                                                              | 原味生活館   | Chill 住理財         |
| 01:00+1                                | 每天愛你多一點                            | 每天愛你多一點                                                           | 只想聽音樂   | 只想聽音樂           |
| 02:00+1                                | 只想聽音樂                                | 只想聽音樂                                                               | 只想聽音樂   | 只想聽音樂           |
| 財經台於每日凌晨1:00至7:00與知訊台聯播 |                                           |                                                                          |              |                      |

| R：節目重溫 Info＇：部分時段與知訊台聯播 Plus：與采訊台聯播 | @：如當天亦為滬深股市交易日，新城財經台會於下述時段加插以下聯播節目： 深港通「錢」線 普(與深圳「先鋒898」聯播): 9:34知訊台, 15:25 滬港一線通 普 (與上海第一財經廣播聯播): 9:41, 11:40, 13:52, 15:52 粵港股市快訊 (與廣東廣播電視台股市廣播聯播): 14:06 |

註：財經台會於各正半點報時後播放一節約5分鐘的新聞報導，而每日下午1:30及星期六日及公眾假期傍晚6時播出的新聞環節則為15分鐘。

預製短節目方面：每逢港股交易日的早上8時新聞前及下午1:30「午間新聞」後播放「國･家･情･理」；中午12:30的新聞後及「散戶奇兵」時段內播放「樓市最前線」；而下午4時新聞後則播放「大行報告」，上述三短節目聯同「每日一股」亦會於「六點財經新聞」時段後播出。

#：平日晚間各時段環節如下：
| 時間    | 星期一        | 星期二       | 星期三     | 星期四         | 星期五       |
| 20:00   |               |              | 法律常識   | 人生百味       | 生物科技     |
| 20:30   | It's a 骨 Day | 骨科         | 牙科       | 耳鼻喉科       |              |
| 21:00   |               |              |            |                |              |
| 22:00   | 財星Just 爸媽 | 理財時運Go   | 智識做老闆 | 投資演義       | 智識ESG      |
| 23:00   | 歷史也流行    | 資•識•型女生 | 超時空漫遊 | 精神食糧補給站 | 體藝文情     |
| 00:00+1 | 詩情廿四味    | 拉 Up 運動   | 戲曲大世界 | 自主人生       | 新手DJ大鳴聲 |

*：「周末(日)限定」各時段環節如下：
| 時間  | 星期六   | 星期日     |
| 18:00 |          | 20+730     |
| 19:00 | 校長Talk | 香港有偈傾 |

註：上述兩列表留白的位置僅代表該時段播放的環節未有特別命名，節目名稱請參閱節目表

## 外部連結
新城財經台 （页面存档备份，存于）